# Gayle Griffith
Gayle Griffith (* 22. März 1940) ist ein US-amerikanischer Country- und Rockabilly-Musiker.

## Leben

### Kindheit
Gayle Griffith war der Sohn von Gladys und Harold Griffith und wurde 1940 geboren. Sein Interesse in Musik wurde durch seine Großeltern geweckt, die der Familie ein Klavier schenkten, das er bald verstand zu spielen. Seit seinem siebten Lebensjahr besuchte Griffith die „Indiana School for the Blind“, da er blind war. Die Woche über verbrachte er in der Schule, während Griffith am Wochenende seine Eltern und Schwester Sharon Diane besuchte.

### Karriere
Griffith startete seine Karriere bereits 1954 im Alter von 14 Jahren. Für Cliff Ayres Label Emerald Records spielte er im November 1954 zusammen mit dem L.M.C. Trio seine erste Single Rockin‘ and a-Knockin‘ / Anchor My Heart ein, die in Indiana ausgesprochen erfolgreich war. Bereits im Sommer 1954 hatte er mehrere Auftritte mit Curly Myers und dessen Ranch Boys auf der „Shady Acres Ranch“ nahe Mulberry, Indiana, gemacht. Auch in Bill Monroes Brown County Jamboree hatte er bereits gespielt.
Seinen ersten Auftritt im Fernsehen hatte Griffith im August 1954 in Shorty Sheehans Show, gefolgt von einem Auftritt im Hayloft Frolic. 1955 wurde er Mitglied des neu auf Sendung gegangenen Indiana Hoedowns auf WFBM und bekam Ende 1955 die Gelegenheit, zusammen mit Stars wie Porter Wagoner, Charlie Gore sowie Herb and Kay Adams im Circle Theater Jamboree aus Cleveland, Ohio, aufzutreten.
All diese Auftritte halfen Griffith dabei, eine große Popularität innerhalb Indiana aufzubauen. Trotz Erwähnung in der nationalen Fachpresse reichte es aber nicht für eine landesweite Karriere.
1958, als Rock ’n’ Roll den Musikgeschmack der jungen Generation dominierte, wandte Griffith sich dem Rockabilly zu. Mit den Masters veröffentlichte er auf dem lokalen Saga-Label die Single Rocket Rock and Roll / Too Sentimental, die im März 1958 erschien.
Informationen über Griffiths weitere Karriere sind aber nicht bekannt. Zurzeit lebt er in Indiana. 1999 coverte die Rockabilly-Band The Starliners Griffiths Song Rockin’ and a-Knockin’.

## Diskografie
| Jahr | Titel                                    | Label #      |
| ---- | ---------------------------------------- | ------------ |
|      | Rockin’ and a-Knockin’ / Anchor My Heart | Emerald 2003 |
| 1958 | Rocket Rock and Roll / Too Sentimental   | Saga 45-1001 |